# Marie Stuartovna (tragédie)
Marie Stuartovna (1800, Maria Stuart) je tragédie o pěti jednáních německého dramatika Friedricha Schillera, která zobrazuje poslední dny skotské královny Marie. Je napsaná v blankversu, tedy v pětistopém jambickém verši.

## Vznik a charakteristika hry
Tragický osud skotské královny zaujal Schillera již roku 1783 hned po dokončení hry Úklady a láska. Začal studovat Camdenův spis o britských dějinách za vlády královny Alžběty I. a Dějiny Skotska od Williama Robertsona. Pak se však zcela soustředil na Dona Carlose a následně na trilogii o Valdštejnovi, takže se ke svému záměru vrátil až roku 1799.

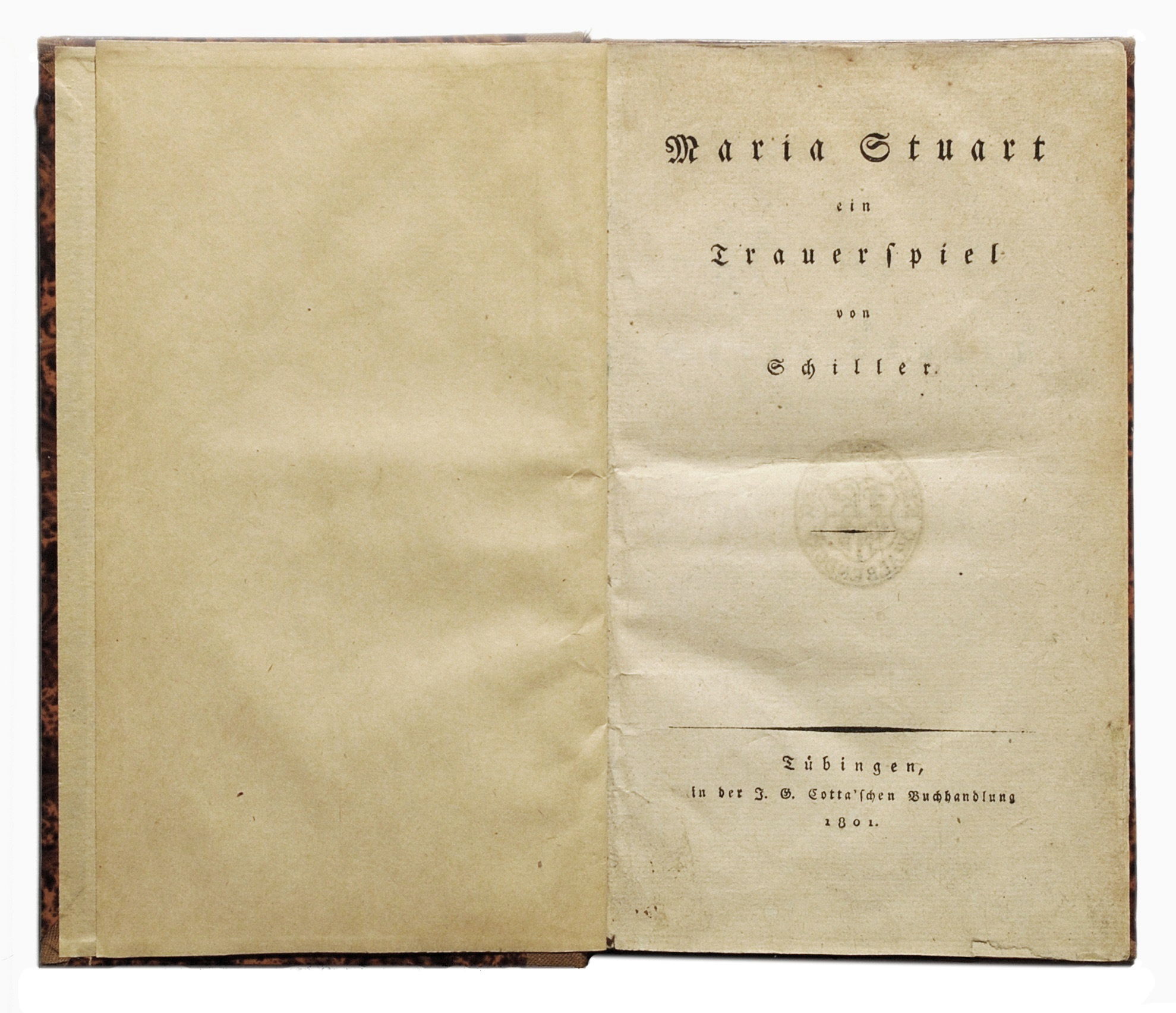
Marie Stuartovna, knižní vydání z roku 1801

Počátkem června roku 1799 se Schiller po přípravném historickém studiu, kdy původní dva prameny rozšířil o další zdroje, dal do práce na své další hře. Dokončil jí 9. června roku 1800, tedy téměř přesně za rok, a již 14. června téhož roku měla hra premiéru ve výmarském divadle. Schiller totiž posílal do divadla postupně již hotové části tragédie, které byly zkoušeny ještě před dopsáním hry. Hra byla velice úspěšná, protože se Schillerovi podařilo vytvořit velké psychologické drama o touze po moci, lásce i svobodě, v němž se střetávají dvě stejně silné osobnosti, Marie Stuartovna a Alžběta I. Brzy po svém uvedení byla proto hra roku 1801 dvakrát vydána a roku 1802 následovalo vydání třetí.
Děj hry se do značné míry drží historických skutečností. Schiller do něj přidal jen tři nehistorické události: vztah hraběte z Leicestru k Marii Stuartovně, vymyšlená postava Mortimera a osobní setkání Marie a Alžběty I. Tyto tři momenty i výběr skutečných faktů sloužili Schillerovi k tomu, aby v hrdince hry i v divákovi neustále probouzel naději na její osvobození, ačkoliv se vzápětí proměnily v události přibližující tragický konec. Schiller tak vytváří neustálé napětí mezi strachem a nadějí.

## Obsah tragédie

### Významné postavy tragédie

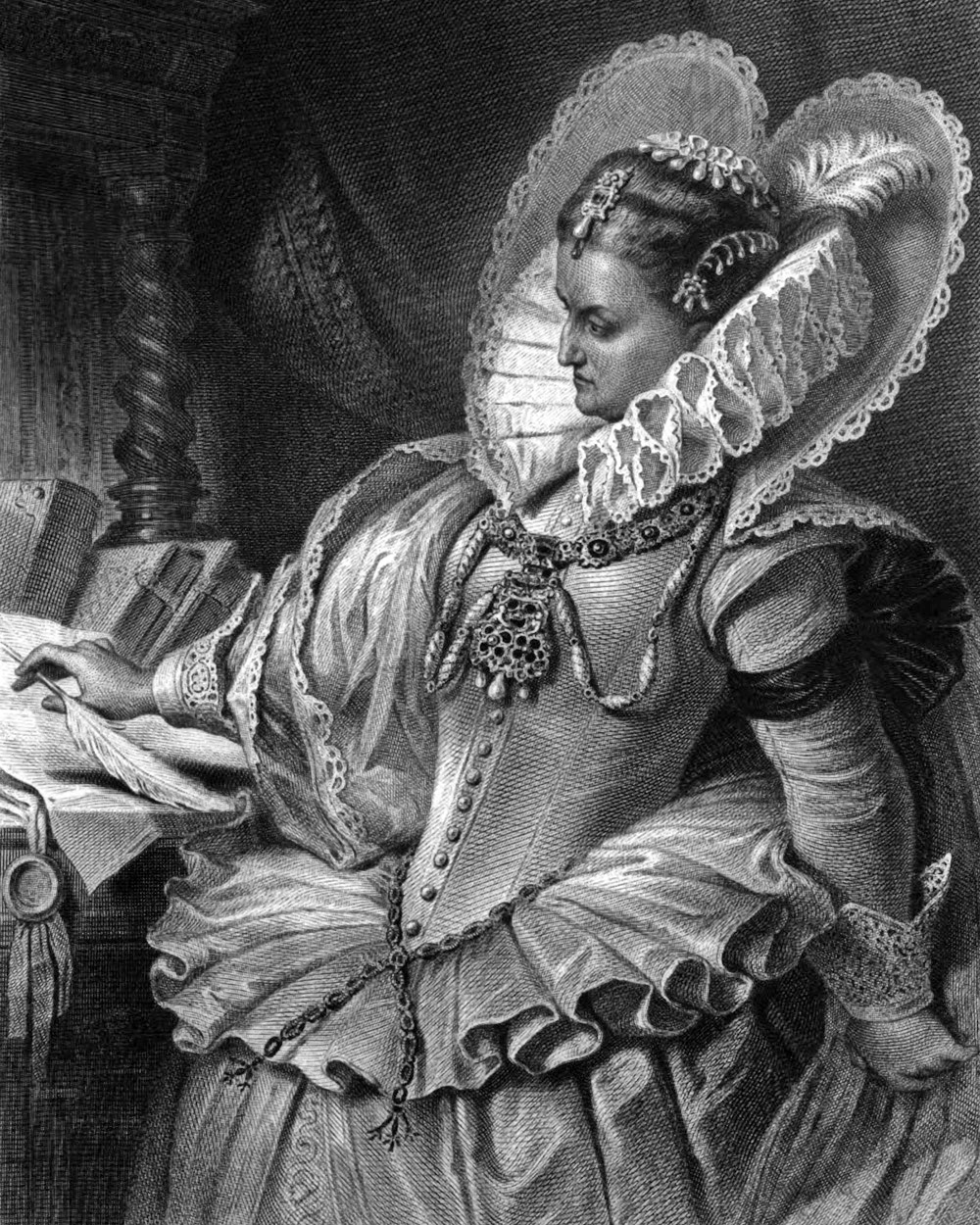
Anglická královna Alžběta I.

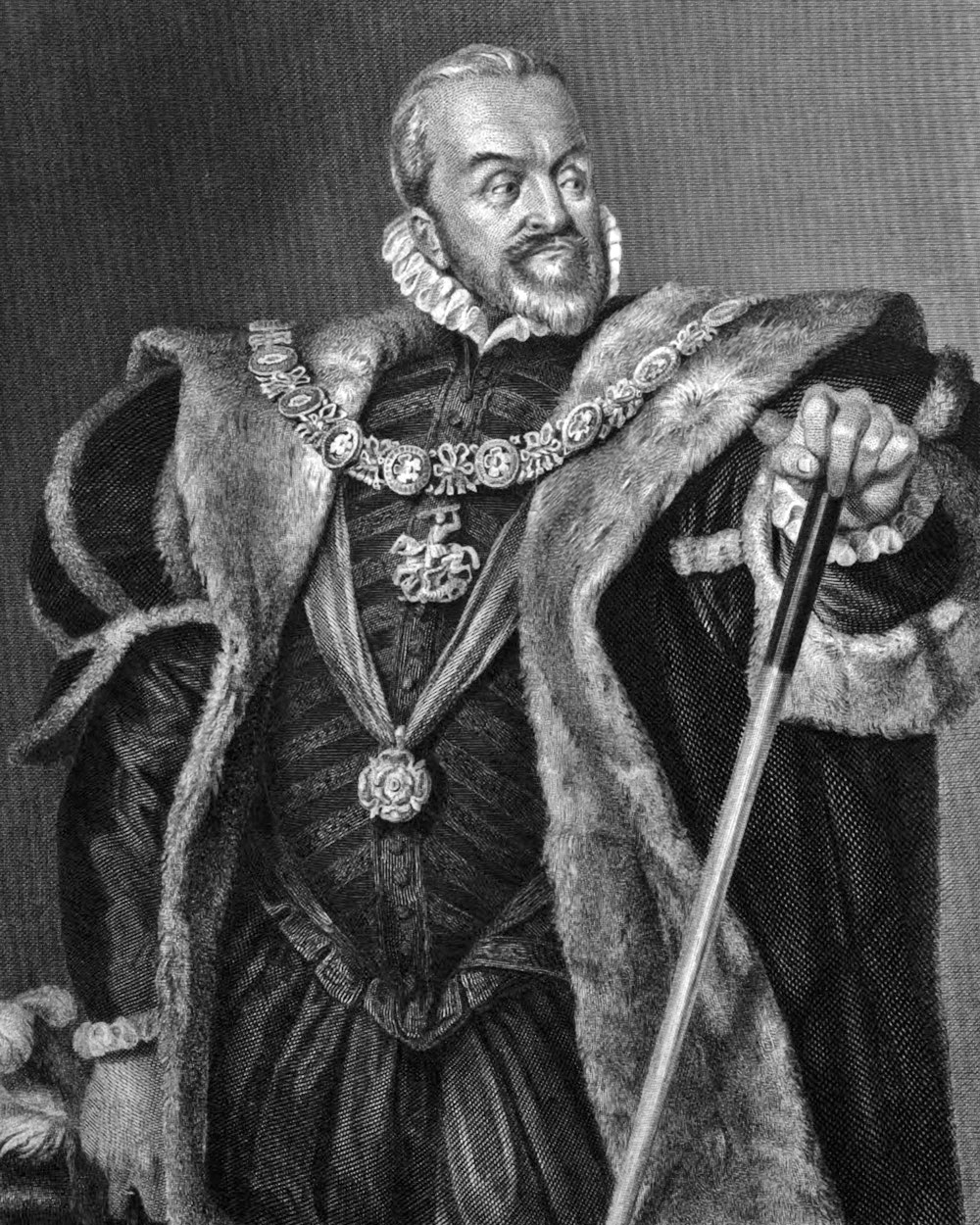
Vilém Cecil, baron z Burleigh

Jména postav jsou převzatá z překladu Vladimíra Šrámka.
- Marie Stuartovna, skotská královna, která nechala zavraždit svého manžela Jindřicha Stuarta, lorda Darnleyho, protože zabil pěvce Rizzia, kterého Marie milovala. Následně omilostnila jeho vraha Jamese Hepburna, hraběte Bothwella a vdala se za něho. To vyvolalo ve Skotsku odpor, došlo k povstání, před kterým Marie uprchla do Anglie ke své příbuzné Alžbětě I., která jí však pro její poměrně oprávněné nároky na anglický trůn nechala uvěznit a nakonec popravit.
- Alžběta I., anglická královna obávající se nároků Marie Stuartovny na anglický trůn. Je nucena řešit zásadní problém: pokud nechá Marii žít, mohla by ji o královský titul připravit, pokud bude souhlasit s její popravou, obává se, že bude považována za krutou vládkyni.
- Vilém Cecil, baron z Burleigh, strážce pokladu, kancléř a poradce královny Alžběty, který důsledně hájí její zájmy a zájmy státu. S obavy před nebezpečím rekatolizace Anglie a propuknutím občanské války žádá pro Marii trest smrti.
- Jiří Talbot, hrabě z Shrewsbury, druhý poradce královny, Je lidský, vyrovnaný i spravedlivý. Jeho vliv však zůstává malý, protože prosazuje rovnováhu mezi státními zájmy a individuálním blahobytem.
- Robert Dudley, hrabě z Leicesteru, třetí královnin poradce projevující se jako nemorální intrikán, který si ponechává otevřené všechny možnosti a je ochoten mít vztah jak s Alžbetou, tak i s Marií.
- Amias Paulet, rytíř a vězeňský strážce Marie, politicky a nábožensky spolehlivý a mimořádně korektní. Nenechá se zneužít k tomu, aby způsobil smrt Marie ve vězení, dokonce poukazuje na to, že v soudním řízení s Marií došlo k nepřístojnostem.
- Mortimer, Pauletův synovec, jediná fiktivní hlavní postava tragédie. Je na hony vzdálený intrikám či politické vypočítavosti, miluje Marii a chce jí osvobodit. Obětuje se pro své ideály a je vždy sám sebou, rozkol mezi realitou a zdáním pro něj neexistuje.
- Hanna Kennedyová, Mariina chůva.
- Melvil, Mariin hofmistr.
- Vilém Davison, státní tajemník.

### Děj tragédie
Hra začíná na zámku Fotheringhay tři dny před Mariinou popravou, která se odehrála 8. února roku 1587. Rytíř Paulet, jehož úkolem je dohlížet na Marii, prohledává její pokoje a přes odpor Mariiny chůvy Hanny Kennedyové zabavuje věci, které podle něho Marie využívá k intrikám a manipulacím proti anglické královně. Objevuje se Marie a žádá Pauleta, aby Alžbětě odevzdal její dopis, ve kterém jí prosí o možnost osobně se s ní setkat

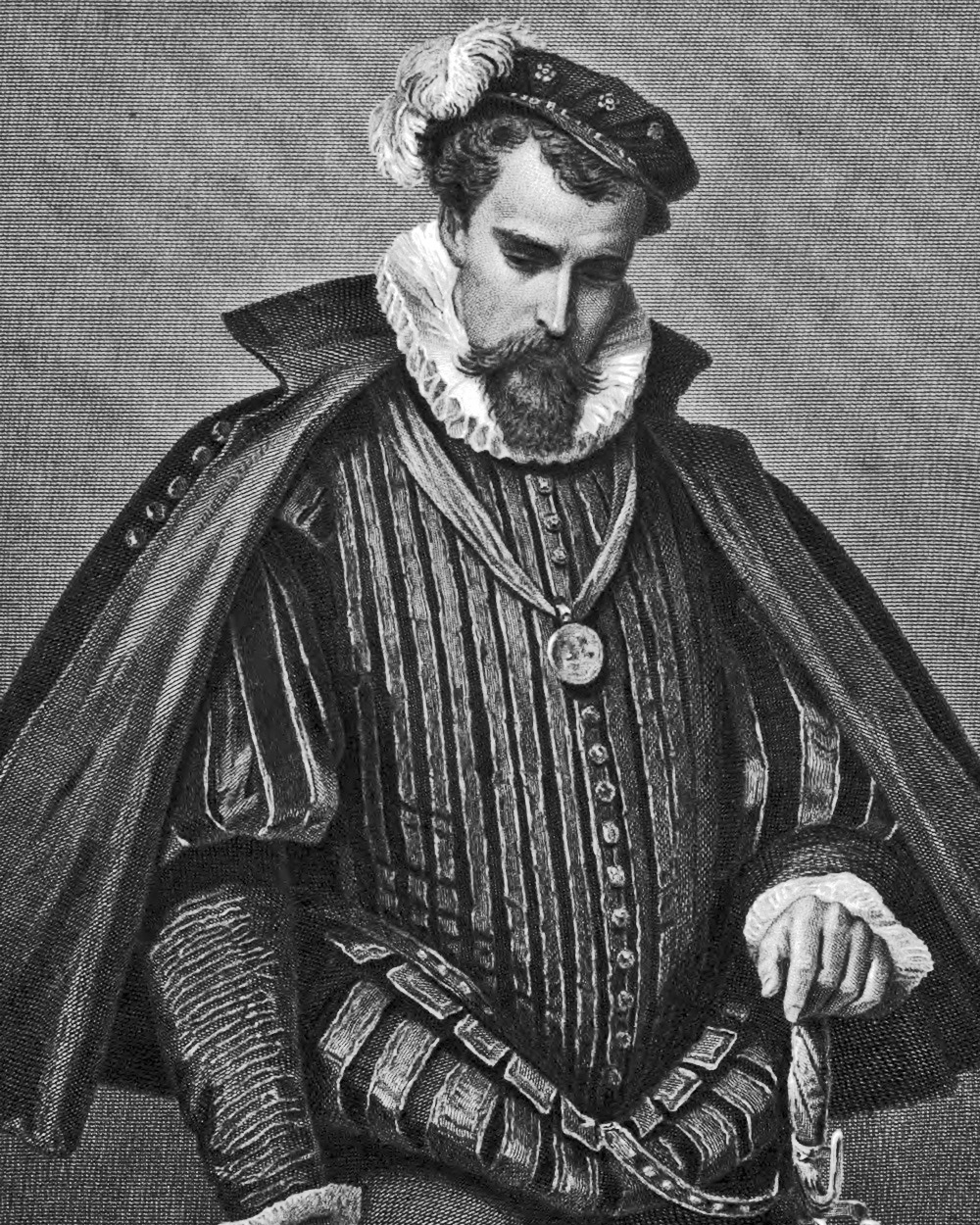
Robert Dudley, hrabě z Leicesteru

Přichází Mortimer, Pauletův synovec, který Marii předá list od jejího strýce, kardinála lotrinského z Francie. V dopise kardinál označuje Mortimera za naprosto loajálního k Marii a ke katolické víře. Mortimer také přináší Marii zprávu o tom, že rozsudek smrti byl nad ní již vynesen, ale Alžběta zatím váhá rozsudek podepsat. Protože ani vztahy Marie s Francií ji neochrání, protože Francie a Anglie prostřednictvím Alžbětina sňatku s vévodou z Anjou dojednávají mezi sebou věčný mír, je Mortimer rozhodnut Marii osvobodit a dopomoci jí k anglickému trůnu, aby v Anglii znovu obnovila katolickou víru. Marie však cestu násilí odmítá a žádá Mortimera, aby předal její dopis hraběti Leicestrovi.
Přichází kancléř Burleigh doprovázený rytířem Pauletem. Burleigh jako vyslanec sněmovny lordů sděluje Marii rozsudek smrti. Marie zpochybňuje legitimitu soudu (soudci ji nejsou rovni) a poukazuje i na justiční chyby v procesu (například její písaři Kurl a Nau, kteří dosvědčili, že jim Marie nadiktovala dopisy pro vlastizrádce Babingtona, jejichž obsahem byl plán vojenského převratu, nebyli předvedeni k výpovědi před ni samotnou, ačkoliv to anglický zákon ukládá).
Po odchodu Marie vyjadřuje Paulet své pochybnosti, zda soud proběhl zcela v souladu s anglickým právem. Burleigh mu vysvětluje, že Marie dokáže kvůli svému krásnému zevnějšku s muži mistrně manipulovat, a proto je před Marii jako svědky nepředvedli. Kromě toho mu sdělí, že rozsudek je bez podpisu Alžběty stejně neplatný a že královna má s tímto rozhodnutím velké problémy. Naznačuje Pauletovi, že by Alžbeta jistě velmi ocenila, kdyby někdo Marii sprovodil ze světa bez jejího souhlasu a tedy bez popravy. To Paulet rozhodně odmítne, protože za Marii ručí svou ctí.
Ve Westminsterském paláci se zatím domlouvá sňatek královny Alžběty a francouzského vévody z Anjou. Vévodův vyslanec čeká na Alžbětino potvrzení sňatku a zároveň se snaží jménem Francie orodovat za Marii, s čímž u královny tvrdě narazí.

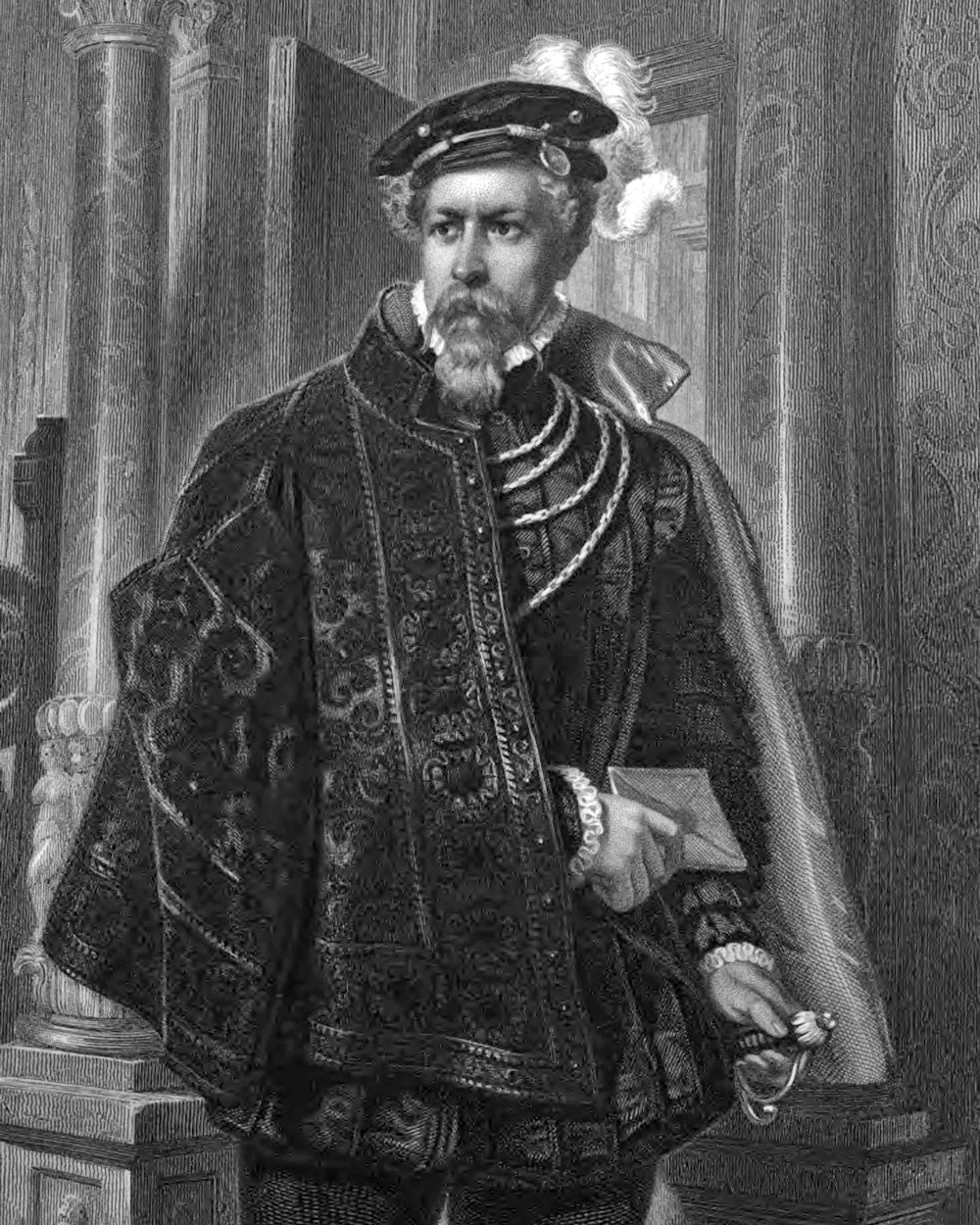
Mortimer

Přichází Burleigh, Paulet a Mortimer. Burleigh žádá Alžbětu, aby vyhověla prosbám lidu a nechala Marii popravit. Hrabě Talbot královnu varuje, že názor lidu je velmi proměnlivý. Dále poukazuje na to, že nedávno přijatý zákon, podle kterého lze soudit a odsoudit cizího občana, pokud jednal podvratně vůči Anglii, je účelový a královna by podle něho neměla postupovat. Rovněž Marii omlouvá tím, že vyrůstala na povrchním francouzském dvoře, kde předčila ostatní ženy svou krásou, což Alžběta nesnese a umlčí jej. Hrabě Leicester, ačkoliv sám hlasoval na soudu pro Mariinu smrt, doporučuje královně, aby Marii nedala popravit, ale nechala jí uvězněnou.
Paulet předává Alžbětě Mariin dopis, ve kterém prosí o setkání. Alžbětu to rozruší a kromě Mortimera pošle všechny pryč. V rozhovoru s ním ho pak vybídne, aby jí Marie zbavil, což Mortimer naoko přijme. Když od královny odchází, potká svého strýce, který jej varuje, aby nedělal to, co mu královna našeptala.
Následně Mortimer navštíví hraběte Leicestera, aby mu předal Mariin dopis. Hrabě mu vysvětluje, že se měl kdysi s Marií oženit. Když z toho sešlo, odebral na anglický dvůr a snažil se dostat do přízně Alžběty. I zde byla jeho snaha zbytečná, protože Alžběta se bude vdávat za vévodu z Anjou. Obrací se proto znovu k Marii, kterou by chtěl pomocí svého vlivu na Alžbětu osvobodit. Mortimerovi se Leicester ani jeho činy nelíbí a chce Marii z vězení unést, s čímž ovšem Leicester nechce mít nic společného.
Po odchodu Mortinera přichází za Leicestrem Alžběta, která si stěžuje na nespravedlnost života. Marie je krásná a může si vzít koho chce, zatímco Alžběta má ráda Leicestra ale musí si z politických důvodů vzít francouzského vévodu. Hrabě jí pak vnukne myšlenku, aby se s Marií osobně setkala a přesvědčila se, že jí Marie nemůže v ničem konkurovat.

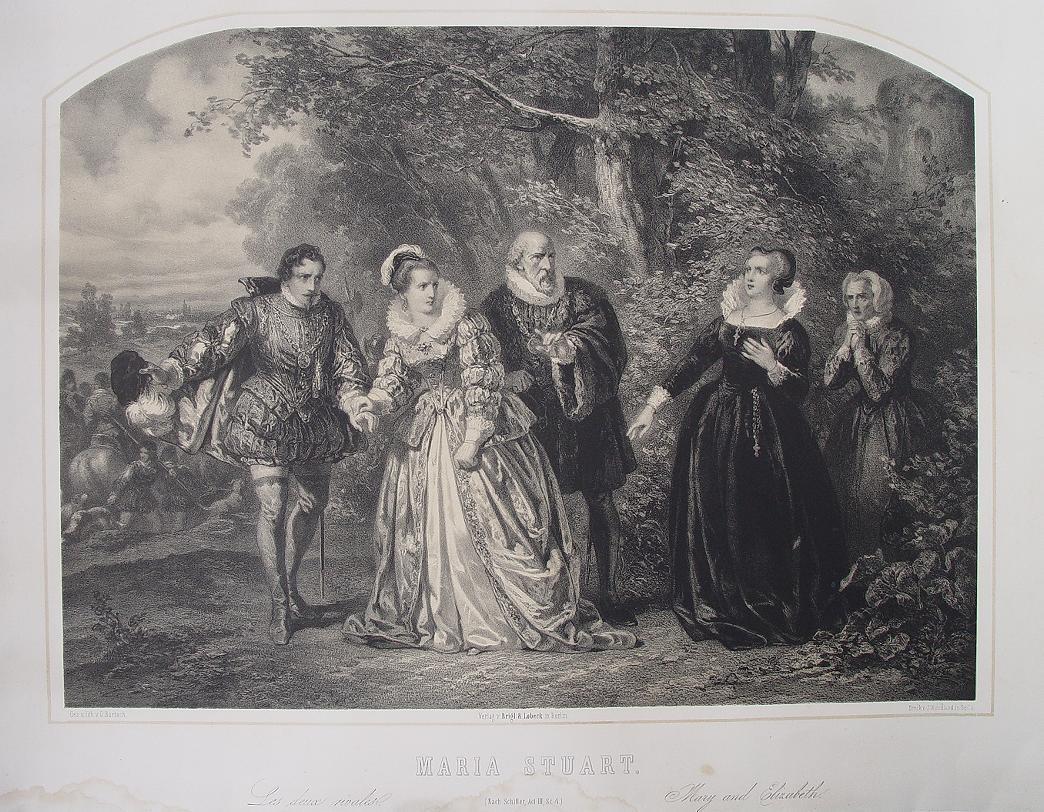
Setkání Alžběty I. a Marie stuartovny, ilustrace Gustava Bartsche z roku 1860

Leicester pak skutečně zorganizuje jakoby náhodné setkání Marie a Alžbětou. Během lovu zavede královnu na Fotheringhay, kde se obě ženy setkají v parku. Marie se snaží být pokorná, ale žádá Alžbětu, aby uznala, že s ní zachází nespravedlivě. To Alžběta odmítá a chce, aby Marie uznala svou porážku. Po dalších jejích urážkách, ve kterých naznačuje, že Marie je lehká žena, se Marie neovládne, připomene Alžbětě, že její matka skončila na popravišti jako cizoložnice a že podle práva je ona královnou. Mariina chůva Hanna je zděšena, protože tuší, že si Marie svým výbuchem zpečetila svůj osud.
Objeví se Mortimer, který byl svědkem celého výjevu a je Marií naprosto omámen. Oznamuje jí, že jí z vězení unese i za cenu, že zavraždí její strážce včetně svého strýce, aby tím získal její srdce i tělo. Marie před ním prchá. Přibíhá Paulet se zprávou, že se Alžbětu pokusili v londýnských ulicích zavraždit, ale že Talbot vraha přemohl.
Do Westminsterského paláce přichází francouzský velvyslanec, který chce navštívit královnu, aby se přesvědčil o jejím zdraví. Burleigh ho však posílá s výhrůžkou pryč z Anglie, protože má důvodné podezření, že je Francie do atentátu zapletena. Zároveň mu oznámí, že připravovaná svatba Alžběty a vévody z Anjou byla zrušena. Vydá také rozkaz, aby byl rozsudek nad Marií okamžitě dodán královně k podpisu. Hraběti z Leicestru naznačuje, že má důkazy o tom, že se spolu s Marií podílel na spiknutí proti Alžbětě.
Leicester se pak setká s Mortimerem. Mortimer mu sdělí, že se přišlo na to, že se u francouzského velvyslance konala porada Mariiných přívrženců, které se zúčastnil i atentátník. Proto chce Mortimer prchnout do Skotska a najít tam nové přátele. Leicester s tím nechce mít nic společného. Mortimer ho varuje, že u Marie našli usvědčující dopisy, které mu byly adresovány. Ve snaze zachránit se, zavolá Leicester na Mortimera stráže, aby jej zatkli jako zrádce. Mortimer se však probodne dýkou a zemře.
Alžběta dostane od Burleigha Mariiny dopisy Leicestrovi, zuří a připadá si oklamaná a zrazená. Leicestrovi se však podaří ji přesvědčit, že si s Marií psal jen na oko, aby odhalil spiknutí proti Alžbětě, a tato léčka že se mu podařila, protože dopadl zrádce Mortimera. Burleigh chce, aby dokázal svou oddanost tím, že se stane vykonavatelem rozsudku, s čímž Alžběta souhlasí.
Dav lidu obklopí Wsstminsterský palác a žádá popravu Marie. Státní tajemník Davison přinese Alžbětě rozsudek k podepsání. Alžběta váhá, Burleigh jí přesvědčuje, aby vyhověla hlasu lidu, protože jinak ohrozí své království, Talbot jí radí, aby davu neustupovala, protože jeho názory se rychle mění a brzy se stane, že Marii budou litovat a považovat ji za oběť žárlivosti.
Alžběta pošle všechny pryč a přemýšlí, co má dělat. Protože se chce Marii pomstít za ponížení, které jí Marie v parku způsobila při jejich setkání, rozsudek nakonec podepíše. Stále si však není jistá, zda ho má nechat vykonat. Proto zavolá Davisona a dokument mu předá, aniž by mu řekla, zda ho má dát Burleighovi nebo zda jej má u sebe uschovat. Davison je vyděšený, protože neví, co po něm královna vlastně chce. Po jejím odchodu se objeví Burleigh a podepsaný dokument mu vezme.

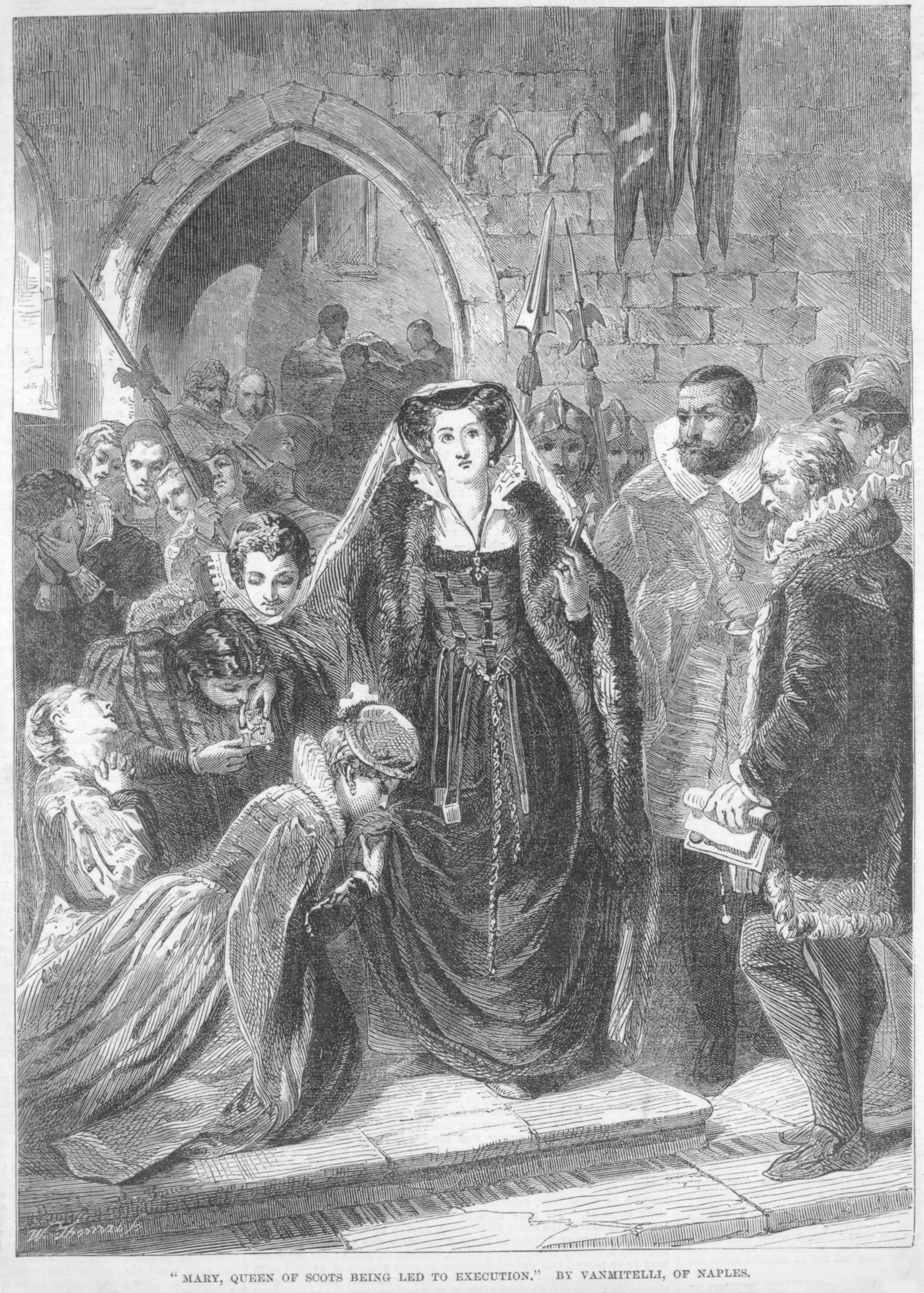
Marie Stuartovna kráčí na popravu, dřevorytina podle obrazu Scipiona Vannutelliho

Marie se na Fotheringhay chystá na smrt. Všechny své záležitosti již vyřídila, svou závěť předala rytíři Pauletovi, chce se však vyzpovídat knězi své církve, který je jí odpírán. Její hofmistr Melvil se proto nechá vysvětit. Při zpovědi se Marie kaje ze svých hříchů v mládí, ale v otázce velezrady, za kterou byla odsouzena společně s Babingtonem k smrti, se cítí nevinná. Melvil jí odpouští hříchy a žehná jí.
Přichází kancléř Burleigh. Marie jej žádá, aby dohlédl na vykonání její závěti a aby její srdce bylo odvezeno do Francie jejím přátelům. Alžbětě ať vyřídí, že ji odpouští. Burleigh ji slibuje, že vše vyplní. Leicestrovi, který jí má doprovodit na popraviště, řekne, jak se těšila na nový život po jeho boku, ale on že zradil její lásku. Loučí se s ním s přáním, aby žil šťastně, bude-li moci. Leicester stojí zdrcen a není schopen Marii doprovodit. Sám sebe označuje za ničemného tvora a zavržence, který odvrhl své štěstí, a v okamžiku Mariiny smrti klesá v mdlobách.
Poslední scéna hry se odehrává Westminsterském paláci. Protože jsou Burleigh s Leicestrem nepřítomni, Alžběta v duchu jásá, že je Marie mrtvá. Přichází ale Talbot se zprávou, že Mariini písaři Kurl a Nan se přiznali, že svědčili falešně. Alžběta volá Davisona a chce po něm vrátit podepsaný rozsudek, který ale on již nemá. Alžběta svaluje vinu na za Marrinu smrt na něj a posílá ho do Toweru k hrdelnímu soudu- Chce potrestat i kancléře Burleigha za to, že popravu provedl záměrně za jejími zády. Talbot jí potrestání Davisona i Bureligha rozmlouvá, protože jsou to její věrní služebníci, kteří jednali za ní. Sám žádá Alžbětu, aby ho propustila ze služby, protože jeho poctivá ruka je příliš tuhá na to, aby pečetila její další činy.
Alžběta přikazuje, aby k ní přišel hrabě Leicester. Je jí však sděleno, že Leicester odjel do Francie.

## Adaptace

### Opera
- Gaetano Donizetti: Marie Stuartovna (1835. Maria Stuarda), italská opera, libreto podle italského překladu tragédie napsal Giuseppe Bardari.[6]

### Film a televize
- Mary Stuart (1913), americký němý film, režie Walter Edwin.
- Maria Stuart (1957), rakouský televizní film, režie Leopold Lindtberg a Erich Neuberg.
- Maria Stuart (1959), rakouský film, režie Alfred Stöger.
- Maria Stuart (1959), východoněmecký televizní film, režie Hannes Fischer.
- Marie Stuart (1959), francouzský televizní film, režie Stellio Lorenzi.
- Mary Stuart (1960), americký televizní film, režie Dennis Vance.
- Maria Stuart (1963), západoněmecký televizní film, režie Hans Lietzau.
- Mary Queen of Scots (1969, Marie, královna skotská), britský televizní film, režie Basil Coleman.
- Marie Stuartovna (1971), český televizní film, režie Václav Lohniský a František Filip.
- Мария Стюарт (1976, Marie Stuartovna), ruský sovětský televizní film, režie Felix Gljamšin a Viktor Stanicyn.
- Maria Stuart (1980), východoněmecký televizní film, režie Günter Rüger.
- Maria Stuart (1986), západoněmecký televizní film, režie Heinz Schirk.
- Maria Stuarda (1988), západoněmecký televizní film, režie Petr Weigl, kombinace Schillerovy činohry s operou Gaetana Donizettiho.
- Maria Stiouart (1991), španělský televizní film, režie Josep Montanyès.
- Maria Stuart (2008), německý televizní film, režie Stephan Kimmig a Peter Schönhofer.
- Maria Stiouart (2011), řecký televizní film, režie Spyros Evangelatos.
- Maria Stuarda (2013), záznam opery Gaetana Donizettiho z Metropolitní opery v New Yorku, režie Gary Halvorson.[7]

## Česká vydání a inscenace (výběr)
- Šillerova Maria Stuartka, Praha: Martin Budislav Neureutter 1831, přeložil Pavel Josef Šafařík.
- Marie Stuartovna, Praha: Jaroslav Pospíšil 1891, přeložil Ladislav Quis.
- Marie Stuartovna, inscenace Národního divadla v Praze, premiéra 5. dubna 1891, přeložil Ladislav Quis, režie František Kolár.[8]
- Marie Stuartovna, inscenace Národního divadla v Praze, premiéra 30. dubna 1897, přeložil Ladislav Quis, režie Edmund Chvalovský a Josef Šmaha.[9]
- Marie Stuartovna, inscenace Národního divadla v Praze, premiéra 9. května 1905, přeložil Ladislav Quis, režie Jaroslav Kvapil.[10]
- Marie Stuartovna, Praha: Otakar Růžička 1944, přeložil Václav Renč.
- Marie Stuartovna, inscenace Slezského oblastního divadla Zdeňka Nejedlého, premiéra 12. prosince 1954, přeložil Zdeněk Gintl, režie Tomáš Bok.[11]
- Marie Stuartovna, Praha: ČLDJ 1956, přeložila Marie Kudílková.
- Marie Stuartovna, Praha: ČLDJ 1957, přeložil Vladimír Šrámek.
- Marie Stuartovna, in Valdštejn; Marie Stuartovna; Panna Orleánská. Praha: SNKLHU 1958, přeložil Vladimír Šrámek.
- Marie Stuartovna, inscenace Divadla Vítězného února Hradec Králové, premiéra 16. října 1965, přeložil Václav Renč, režie Pravoš Nebeský.[12]
- Marie Stuartovna, inscenace Slováckého divadla Uherské Hradiště, premiéra 26. března 1966, přeložil Václav Renč, režie Roman Mecnarowski.[13]
- Marie Stuartovna, inscenace Východočeského divadla Pardubice, premiéra 1. února 1969, režie Jaroslav Horan, přeložil Vladimír Šrámek.[14]
- Marie Stuartovna, inscenace Divadla Vítězslava Nezvala Karlovy Vary, premiéra 17. listopadu 1973, režie Svatoslav Papež, přeložila Marie Kudílková.[15]
- Marie Stuartovna, inscenace Státního divadlo Oldřicha Stibora Olomouc, premiéra 19. října 1980, režie Jiří Vrba, přeložil Jaroslav Bílý.
- Marie Stuartovna, inscenace Národního divadla v Brně, premiéra 12. listopadu 1993, režie Zdeněk Kaloč, přeložil Václav Renč.[16]
- Marie Stuartovna, inscenace Národního divadla v Praze, premiéra 30. března 2000, přeložila Alena Bláhová, režie Ľubomír Vajdička.[17]
- Marie Stuartovna, inscenace Městského divadla Zlín, premiéra 6. března 2004, režie Vladimír Kelbl, přeložil Václav Renč.[18]
- Marie Stuartovna, inscenace pražského Divadla na Vinohradech, premiéra 8. ledna 2010, režie Daniel Špinar, přeložil Hanuš Karlach.[19]
- Marie Stuartovna, inscenace Horáckého divadla Jihlava, premiéra 2. února 2013, režie Kateřina Dušková, přeložil Hanuš Karlach.[20]
- Marie Stuartovna, Praha: Artur 2015, přeložil Jaroslav Bílý.
- Marie Stuartovna, inscenace Západočeského divadla Cheb, premiéra 3. března 2018, režie Zdeněk Bartoš, přeložila Alena Bláhová.[21]